# Entyloma erodii
Entyloma erodii är en svampart som beskrevs av Vánky 1991. Entyloma erodii ingår i släktet Entyloma och familjen Entylomataceae.   Inga underarter finns listade i Catalogue of Life.